# Derby (Connecticut)
Derby – miasto w Stanach Zjednoczonych, w stanie Connecticut, w hrabstwie New Haven.

## Religia
- Parafia św. Michała Archanioła